# 24. vestlige længdekreds
Den 24. vestlige længdekreds (eller 24 grader vestlig længde) er en længdekreds, der ligger 24 grader vest for nulmeridianen. Den løber gennem Ishavet, Grønland, Island, Atlanterhavet, det Sydlige Ishav og Antarktis.